# Laplaceova transformace
Laplaceova transformace v matematice označuje jednu ze základních integrálních transformací. Používá se k řešení některých obyčejných diferenciálních rovnic, zejména těch, jež se objevují při analýze chování elektrických obvodů, harmonických oscilátorů a optických zařízení. V technice se s ní setkáme při studiu vlastností systémů spojitě pracujících v čase, kde je protějškem Z-transformace pro diskrétní systémy.
Užitečnost Laplaceovy transformace spočívá v tom, že převádí funkce reálné proměnné na funkce komplexní proměnné způsobem, při němž se mnohé složité vztahy mezi původními funkcemi radikálně zjednoduší.
Laplaceovu transformaci odvodil roku 1812 francouzský matematik Pierre-Simon de Laplace. Již dříve (1737) však tuto transformaci použil Leonhard Euler při řešení jistých obyčejných diferenciálních rovnic.

## Definice

### Laplaceova transformace
Nechť je funkce {\displaystyle f(t)} spojitá (nebo alespoň po částech spojitá) a definovaná na intervalu {\displaystyle \langle 0,\infty )}. Pak Laplaceova transformace {\displaystyle L\{f(t)\}} funkce {\displaystyle f(t)} je definována integrálním vztahem:
{\displaystyle L\{f(t)\}(s)=\int _{0}^{\infty }f(t)e^{-st}\,dt},
kde {\displaystyle s} je komplexní nezávisle proměnná. Obraz funkce {\displaystyle f(t)} při Laplaceově transformaci je funkce jedné komplexní proměnné {\displaystyle s}, často ji značíme {\displaystyle F(s)}. Definičním oborem {\displaystyle F} je oblast konvergence integrálu (viz níže).
Funkci {\displaystyle f(t)} nazýváme originálem a funkci {\displaystyle F(s)} obrazem funkce {\displaystyle f(t)}.

### Inverzní Laplaceova transformace
Inverzní Laplaceova transformace je dána vztahem:
{\displaystyle L^{-1}\{F(s)\}={\frac {1}{2\pi i}}\int _{c-i\infty }^{c+i\infty }F(s)e^{st}\,ds={\frac {1}{2\pi i}}\int _{\{c+iu;\,u\in \mathbb {R} \}}F(s)e^{st}\,ds},
kde {\displaystyle c} je libovolné reálné číslo ležící v oblasti konvergence {\displaystyle F} (pak celá přímka {\displaystyle \operatorname {Re} (s)=c}, přes niž se integruje, leží v oblasti konvergence (viz níže)).

## Vlastnosti Laplaceovy transformace

### Existence
I v případě, že funkce {\displaystyle f(t)} je na celém intervalu {\displaystyle \langle 0,\infty )} spojitá a definovaná, nemusí její obraz existovat. Jestliže totiž má mít definiční integrál konečnou hodnotu, musí {\displaystyle f(t)} splňovat kritérium konvergence
{\displaystyle \lim _{t\to \infty }|f(t)|e^{-st}=0}.
Například funkce {\displaystyle f(t)=e^{t^{2}}} tuto podmínku nesplňuje, a proto její obraz neexistuje.

### Oblast konvergence
Pro danou funkci {\displaystyle f} se množina hodnot {\displaystyle s}, pro něž integrál v Laplaceově transformaci konverguje, nazývá oblast konvergence. Lze ukázat, že jestliže integrál konverguje pro {\displaystyle f} v bodě {\displaystyle s_{0}}, pak konverguje v každém bodě {\displaystyle s}, pro který {\displaystyle \operatorname {Re} (s)>\operatorname {Re} (s_{0})}. Oblast konvergence Laplaceovy transformace je tedy {\displaystyle \{s;\operatorname {Re} (s)>R\}}, kde {\displaystyle R} je dáno chováním funkce {\displaystyle f(t)} pro {\displaystyle t\to \infty }.

### Vztah k inverzní Laplaceově transformaci
Pro každou funkci {\displaystyle f} takovou, že {\displaystyle L\{f\}} existuje, platí pro skoro všechna {\displaystyle t} (Lerchova věta):
{\displaystyle f(t)=L^{-1}\{L\{f(t)\}\}\,}

### Vztah k derivaci
Výhodou použití Laplaceovy transformace pro počítání diferenciálních rovnic je její vztah k derivaci:
{\displaystyle L\{f^{(n)}\}=s^{n}L\{f\}-s^{n-1}f(0_{+})-\cdots -sf^{(n-2)}(0_{+})-f^{(n-1)}(0_{+})\,}
Vzorec lze odvodit pomocí integrace per partes a platí právě tehdy, když jednotlivé derivace existují. Tento vztah umožňuje přímé začlenění počátečních podmínek do výpočtu řešení diferenciální rovnice.

### Základní vlastnosti Laplaceovy transformace
Pro dané funkce {\displaystyle f(t)} a {\displaystyle g(t)}, a jejich příslušné Laplaceovy transformace {\displaystyle F(s)} a {\displaystyle G(s)} následující tabulka shrnuje vlastnosti Laplaceovy transformace:
|                             | Vzor                                                    | Obraz                                                | Komentář |
| --------------------------- | ------------------------------------------------------- | ---------------------------------------------------- | --- |
| Linearita                   | {\displaystyle af(t)+bg(t)\ }                           | {\displaystyle aF(s)+bG(s)\ }                        | Obrazem lineární kombinace vzorů je lineární kombinace obrazů s týmiž koeficienty. Odvodit lze na základě definičního vztahu. Této vlastnosti se využívá při odvozování goniometrických a hyperbolických funkcí. |
| Derivování podle parametru  | {\displaystyle tf(t)\ }                                 | {\displaystyle -F'(s)\ }                             | |
| Derivování originálu        | {\displaystyle f'(t)\ }                                 | {\displaystyle sF(s)-f(0_{+})\ }                     | Získá se z integrování per partes. Odčítá se limita funkce zprava v počátku (počáteční podmínka). |
| Integrování originálu       | {\displaystyle \int _{0}^{t}f(\tau )\,d\tau =u(t)*f(t)} | {\displaystyle {1 \over s}F(s)}                      | {\displaystyle u(t)} je Heavisideova funkce. |
| Podobnost                   | {\displaystyle f(at)\ }                                 | {\displaystyle {1 \over a}F\left({s \over a}\right)} | {\displaystyle a>0} |
| Tlumení                     | {\displaystyle e^{at}f(t)\ }                            | {\displaystyle F(s-a)\ }                             | |
| Konvoluce                   | {\displaystyle (f*g)(t)\ }                              | {\displaystyle F(s)\cdot G(s)\ }                     | |
| Posunutí (věta o translaci) | {\displaystyle f(t-a)\ }                                | {\displaystyle e^{-as}F(s)\ }                        | Posunutí proměnné {\displaystyle t} v originále o konstantu {\displaystyle a>0} se projeví vynásobením obrazu výrazem {\displaystyle e^{-as}\ }                                                                  |